# Hands Across the Sea
Hands Across the Sea è un cortometraggio muto del 1912 diretto da Gaston Mervale. Prodotto dall'Australian Life Biograph Company, il film uscì in sala l'8 febbraio 1912. La storia si basa su una popolare commedia di Henry Pettitt.

## Trama
Il malvagio Robert Stilwood concupisce Lilian, la moglie di Jack Dudley, un agricoltore inglese. Quando i due sposi si recano in luna di miele in Francia, Stilwood accusa il rivale di omicidio. Questi viene arrestato e condannato alla colonia penale in Nuova Caledonia. Da lì però Dudley riesce a fuggire.

## Produzione
Il cortometraggio fu prodotto dall'Australian Life Biograph Company. La compagnia restò attiva nel 1911 e nel 1912. Fallì nel maggio 1912, inglobata dall'australiana Universal Pictures.

## Distribuzione
Il film uscì in sala l'8 febbraio 1912.